# Spongia bibulus
Spongia bibulus är en svampdjursart som beskrevs av Rao 1941. Spongia bibulus ingår i släktet Spongia och familjen Spongiidae. Inga underarter finns listade i Catalogue of Life.